# Feeling B
Feeling B var en östtysk punkgrupp som bildades 1983. Gruppen upphörde helt med att spela sin musik då deras 53-årige schweiziske vokalist Aljoscha Rompe avled år 2000.
År 2007 utkom albumet Grün und Blau som består av gamla inspelningar som Flake och Paulchen hittade. Några av låtarna finns dock på tidigare album som till exempel Du wirst den Gipfel nie erreichen. Rammsteins sångare Till Lindemann har varit med och gästsjungit bland annat i låten Lied von der unruhevollen Jugend.
Feeling B:s konserter var improviserade.

## Medlemmar
- Aljoscha Rompe – sång
- Christian "Flake" Lorenz – klaviatur
- Paulchen Landers – gitarr
- Christoph Zimmermann – bas
- Alexander Kriening – trummor
- Christoph "Doom" Schneider – trummor (1990–1993)

## Diskografi
- 1989 – Hea Hoa Hoa Hea Hea Hoa
- 1991 – Wir kriegen euch alle
- 1993 – Die Maske des Roten Todes
- 2007 – Grün und Blau